# فرودگاه جامو
فرودگاه جامو (به انگلیسی: Jammu Airport) (به زبان بومی: Satwari Airport) یک فرودگاه نظامی و همگانی با کد یاتا IXJ است که یک باند فرود آسفالت دارد و طول باند آن ۲۰۵۹ متر است. این فرودگاه در کشور هند قرار دارد و در ارتفاع ۳۱۴ متری از سطح دریا واقع شده‌است.